# Commiphora glandulosa
Espèce
Synonymes
- Commiphora lugardae N.E.Br.[1]
- Commiphora pyracanthoides subsp. glandulosa Wild[1]
- Commiphora ruahensis Mattick[1]
- Commiphora seineri Engl.[1]
- Commiphora thermitaria Lisowski. Malaisse & Symoens[1]

Commiphora glandulosa est une espèce d'arbres de la famille des Burseraceae.